# Chloris pectinata
Chloris pectinata är en gräsart som beskrevs av George Bentham. Chloris pectinata ingår i släktet kvastgrässläktet, och familjen gräs. Inga underarter finns listade i Catalogue of Life.